# Aristocapsa
Aristocapsa, rod jednogodišnjeg raslinja iz porodice dvornikovki (Polygonaceae). Ima samo jednu priznatu vrstu, rijetku vrstu A. insignis, endem iz američke Države Kalifornija.

## Sinonimi
- Chorizanthe insignis Curran
- Oxytheca insignis (Curran) Goodman